# Kelly Keagy
Kelly Dean Keagy (Glendale, 15 settembre 1952) è un batterista e cantante statunitense, famoso per la sua militanza nel gruppo Night Ranger.
È autore e voce principale di alcuni dei maggiori successi del gruppo, tra cui Sing Me Away, Sister Christian (dedicata alla sorella minore) e Sentimental Street.

## Discografia

### Solista
- Time Passes (2001)
- I'm Alive (2007)

### Con i Night Ranger
- Dawn Patrol (1982)
- Midnight Madness (1983)
- 7 Wishes (1985)
- Big Life (1987)
- Man in Motion (1988)
- Feeding off the Mojo (1995)
- Neverland (1997)
- Seven (1998)
- Hole in the Sun (2007)
- Somewhere in California (2011)
- High Road (2014)
- Don't Let Up (2017)

### Altri album
- Brad Gillis - Gilrock Ranch (1993)
- Jim Peterik and The World Stage - Jim Peterik and The World Stage (2000)
- The Mob - The Mob (2005)